# Creully-sur-Seulles
Creully-sur-Seulles es una comuna nueva francesa situada en el departamento de Calvados, de la región de Normandía.

## Historia
Fue creada el 1 de enero de 2017, en aplicación de una resolución del prefecto de Calvados de 8 de septiembre de 2016 con la unión de las comunas de Creully, Saint-Gabriel-Brécy y Villiers-le-Sec, pasando a estar el ayuntamiento en la antigua comuna de Creully.

## Demografía
| Gráfica de evolución demográfica de Creully-sur-Seulles entre 1800 y 2013 |
|                                                                           |

Los datos entre 1800 y 2013 son el resultado de sumar los parciales de las tres comunas que forman la nueva comuna de Creully-sur-Seulles, cuyos datos se han cogido de 1800 a 1999, para las comunas de Creully, Saint-Gabriel-Brécy Villiers-le-Sec de la página francesa EHESS/Cassini. Los demás datos se han cogido de la página del INSEE.

## Composición
| Comuna delegada     | Código INSEE | Población (2013) | Superficie (km²) | Densidad (hab./km²) |
| ------------------- | ------------ | ---------------- | ---------------- | ------------------- |
| Creully             | 14200        | 1738             | 8.56             | 203                 |
| Saint-Gabriel-Brécy | 14577        | 346              | 7.44             | 47                  |
| Villiers-le-Sec     | 14757        | 305              | 2.71             | 113                 |